# گربه‌خوان سیاه
گربه‌خوان سیاه (نام علمی: Melanoptila glabrirostris) نام یک گونه از تیره مقلدمرغان است.